# Boudewijn III van Guînes
Boudewijn III van Guînes (Ardres, 1198 - 1244) was van 1220 tot aan zijn dood graaf van Guînes. Hij behoorde tot het huis Gent.

## Levensloop
Boudewijn III was de zoon van graaf Arnoud II van Guînes en diens echtgenote Beatrix, erfgename van de baronie Broekburg . In de Engels-Franse oorlog van 1213-1214 stond zijn moeder aan de zijde van het koninkrijk Engeland, terwijl zijn vader het koninkrijk Frankrijk steunde. Tijdens deze periode gebeurden er vele invasies in het graafschap, voornamelijk door graaf Reinoud van Dammartin, een vijand van koning Filips II van Frankrijk. In 1214 werd Boudewijn door zijn moeder Beatrix meegenomen naar het graafschap Vlaanderen. Later verzoende hij zich opnieuw met zijn vader.  
In 1220 volgde hij zijn vader op als graaf van Guînes. In 1226 werden de vijandelijkheden tegen het graafschap verdergezet door Ferrand van Portugal, de graaf van Vlaanderen en een vroegere vijand van zijn vader die na de Slag bij Bouvines in 1214 twaalf jaar gevangenzat in het Louvre. In 1229 werd zijn oom Boudewijn de Klerk vermoord. Hetzelfde jaar vergezelde hij Filips Hurepel, de graaf van Boulogne, bij diens militaire expeditie naar het graafschap Champagne. Dit werd beschouwd als een daad van verzet tegen Blanca van Castilië, regentes in naam van koning Lodewijk IX van Frankrijk. Dit verzet werd geleid door Noord-Franse edelen, waarvan Boudewijn een prominent lid was.
In 1233 steunde hij de Engelse bisschop Peter des Roches in de factiestrijd met de Engelse edelman Hubert de Burgh. Hij werd hiervoor beloond met verschillende landerijen van de familie de Burgh, waaronder Newington. Door koning Hendrik III van Engeland werd hij aangesteld tot burggraaf van het kasteel van Monmouth, een functie waarbij hij aan het hoofd stond van een groep huursoldaten uit het graafschap Vlaanderen. Het kasteel werd op 25 november 1233 aangevallen door Richard Marshal, de derde Earl van Pembroke en bondgenoot van Hubert de Burgh. Boudewijn verloor de veldslag, waarna Monmouth onder de controle van Marshal kwam.
In 1238 stichtte de Franse koning Lodewijk IX het graafschap Artesië, waardoor Guînes een rechtstreeks leengoed werd van de Franse kroon. Dat jaar diende Boudewijn in de troepen van Henry de Trubleville, die in Italië keizer Frederik II bijstonden in de strijd tegen de Lombardische Liga. Toen zijn zus Mahaut in 1241 huwde met graaf Hugo V van Saint-Pol, kwam Boudewijn in het bezit van Tourcoing.
Boudewijn stierf in 1244, waarna hij als graaf van Guînes werd opgevolgd door zijn zoon Arnoud III.

## Huwelijk en nakomelingen
Boudewijn was gehuwd met Mahaut, dochter van Guillaume de Fiennes en Agnes van Dammartin, een zus van Reinoud van Dammartin, de politieke rivaal van Boudewijns vader. Ze kregen volgende kinderen:
- Arnoud III (1225-1289), graaf van Guînes
- Mathilde (1226-1262)
- Adelvis, gravin van Fauquembergue
- Boudewijn (1240-?), heer van Sangate
- Ida

## Voorouders
| Voorouders van Arnoud II van Guînes (-1220) | Voorouders van Arnoud II van Guînes (-1220)                            | Voorouders van Arnoud II van Guînes (-1220)                            | Voorouders van Arnoud II van Guînes (-1220)                            | Voorouders van Arnoud II van Guînes (-1220)                            | Voorouders van Arnoud II van Guînes (-1220)                          | Voorouders van Arnoud II van Guînes (-1220)                          | Voorouders van Arnoud II van Guînes (-1220)                          | Voorouders van Arnoud II van Guînes (-1220)                          |
| ------------------------------------------- | ---------------------------------------------------------------------- | ---------------------------------------------------------------------- | ---------------------------------------------------------------------- | ---------------------------------------------------------------------- | -------------------------------------------------------------------- | -------------------------------------------------------------------- | -------------------------------------------------------------------- | -------------------------------------------------------------------- |
| Overgrootouders                             | Arnoud I van Guînes (-1169) ∞ Mahaut van Saint-Omer (1115-)            | Arnoud I van Guînes (-1169) ∞ Mahaut van Saint-Omer (1115-)            | Arnould IV de Marcq (-) ∞ Adeline d'Ardres (-)                         | Arnould IV de Marcq (-) ∞ Adeline d'Ardres (-)                         | ? (-) ∞ ? (-)                                                        | ? (-) ∞ ? (-)                                                        | ? (-) ∞ ? (-)                                                        | ? (-) ∞ ? (-)                                                        |
| Grootouders                                 | Boudewijn II van Guînes (1135-1205) ∞ Christina van Ardres (1140-1177) | Boudewijn II van Guînes (1135-1205) ∞ Christina van Ardres (1140-1177) | Boudewijn II van Guînes (1135-1205) ∞ Christina van Ardres (1140-1177) | Boudewijn II van Guînes (1135-1205) ∞ Christina van Ardres (1140-1177) | Gauthier de Bourbourg (-) ∞ Adeline d'Ardres (-)                     | Gauthier de Bourbourg (-) ∞ Adeline d'Ardres (-)                     | Gauthier de Bourbourg (-) ∞ Adeline d'Ardres (-)                     | Gauthier de Bourbourg (-) ∞ Adeline d'Ardres (-)                     |
| Ouders                                      | Arnoud II van Guînes (-1220) ∞ Béatrice III de Bourbourg (1140-1177)   | Arnoud II van Guînes (-1220) ∞ Béatrice III de Bourbourg (1140-1177)   | Arnoud II van Guînes (-1220) ∞ Béatrice III de Bourbourg (1140-1177)   | Arnoud II van Guînes (-1220) ∞ Béatrice III de Bourbourg (1140-1177)   | Arnoud II van Guînes (-1220) ∞ Béatrice III de Bourbourg (1140-1177) | Arnoud II van Guînes (-1220) ∞ Béatrice III de Bourbourg (1140-1177) | Arnoud II van Guînes (-1220) ∞ Béatrice III de Bourbourg (1140-1177) | Arnoud II van Guînes (-1220) ∞ Béatrice III de Bourbourg (1140-1177) |